# Frysk & Frij
Frysk & Frij (ook Frysk en Frij) was aanvankelijk een verzetsblad uit de Tweede Wereldoorlog, dat vanaf 1 oktober 1944 in Utrecht en Bolsward werd uitgegeven.

## Oorsprong
Frysk en Frij ontsproot in 1944 uit de illegaliteit (vergelijk de naam met Vrij Nederland). De veearts Sjirk Frânses van der Burg begon het pamflet van twee kantjes A5 te verspreiden. Medewerkers van het eerste uur waren Eeltsje Boates Folkertsma, Jan Piebenga, Douwe Annes Tamminga, Anne Wadman en prof. dr. Jelle Hindriks Brouwer. De verspreiding geschiedde via Trouw-contacten.
Het eerste nummer van dit in het Fries geschreven blaadje, verscheen te Utrecht, waar de student P. Faber over een handpersje beschikte. Het tweede nummer werd in Bolsward gedrukt door A.J. Osinga. Van het derde nummer raakte de kopij weg bij de posterijen. Tijdens de oorlog verschenen nog vier nummers. Na nummer 7 kwam er een einde aan de bezetting. Het blad verscheen nadien legaal.

## Voortzetting
Na de bevrijding kwam op 25 mei 1945 kwam het eerste nummer van het weekblad Frysk en Frij uit. Het was de bedoeling dat het blad vaker dan eens per week zou verschijnen, maar zo ver is het nooit gekomen. De redactie bestond uit Jan Jelles Hof en Jehannes Klazes Dykstra.
Pieter Terpstra, Durk van der Ploeg en Baucke Visser waren de eindredacteurs gedurende de jaren zestig. 
Gebrek aan inkomsten leidde tot het voorlopige einde van het driewekelijkse blad. Op 14 oktober 1966 verscheen voor een aantal jaar het laatste nummer.

## Nieuw begin
Frysk en Frij werd in januari 1972 nieuw leven ingeblazen, met als drijvende kracht H. (Henk) de Boer, die op dat moment werkte bij de Leeuwarder Courant. 
Aanvankelijk verscheen Frysk en Frij als maandblad, maar al in 1973 werd het elke drie weken uitgebracht. Kort daarna eens in de twee weken, en van augustus 1974 tot 1992 werd het weer een weekblad, dankzij subsidie van de provincie. Omdat het weekblad verscheen in een 'minderheidstaal' in een relatief klein taalgebied, was financiële steun onontbeerlijk. Toen de provinciale subsidie werd ingetrokken, verscheen het blad in 1992 en 1993 als tweewekelijks tijdschrift en vanaf 1994 maandelijks.

### Aantal abonnees
Voor Friese begrippen had het blad een fors aantal betalende abonnees: 4.400. (Ter vergelijking: het maandblad De Strikel had in die tijd een abonneebestand van, naar eigen opgaaf, 900.) In verhouding met het aantal lezers in het Nederlands taalgebied kon men toen een Fries abonneebestand vermenigvuldigen met de factor 28.
De inkomsten uit advertenties (in het Fries – een moeilijkheidsfactor) waren een essentieel bestanddeel van de exploitatie: in 1994 ƒ 150.000,00 op jaarbasis. De abonnementsprijs eveneens: in 1992 ƒ 59,00, in 1994 verhoogd tot ƒ 75,00 per jaar.
De medewerkers werden volgens journalistieke normen betaald; een columnist kreeg in 1994 bijvoorbeeld ƒ 60,00 per bijdrage. In 1991 werd een fonds opgericht – het Stipefûns Frysk en Frij – waarin abonnees renteloze leningen en schenkingen stortten, als buffer.

### Provinciaal rapport
Sinds het tijdschrift in 1991 zonder provinciale financiële steun verscheen, hing het financiële zwaard van Damocles boven het hoofd van de redactie. In opdracht van gedeputeerde Liemburg (PvdA) kwam in 1994 een rapport uit, geschreven door Harke van der Meer, oud-directeur van de Friese Pers BV, uitgever van de Leeuwarder Courant. Deze was bezig regionale bladen over te nemen en sloot Frysk en Frij niet uit. In zijn rapport stelde hij abusievelijk dat Frysk en Frij 3.500 abonnees had, terwijl het abonneebestand toen op 4.442 stond. Ook beweerde hij dat er bijna geen inkomsten uit advertenties waren en de medewerkers slecht betaald werden. Hij adviseerde geen subsidie te verstrekken. Dit advies werd op voorstel van gedeputeerde Liemburg door Gedeputeerde Staten overgenomen en bestempeld als vertrouwelijk en diende als enige basis voor de besluitvorming over het eventueel wederom verstrekken van provinciale subsidie – na zes jaar. De Provinciale Staten van Friesland stemden in grote meerderheid tegen een honorering van een – aangescherpte – aanvraag van ƒ 125.000,00 per jaar. Dat betekende het einde van het blad na 55 jaar. Sindsdien is er geen algemeen en periodiek Friestalig nieuwsmedium meer verschenen.

### Benefietmanifestatie
Dit leidde tot protesten in de provincie. In het blad zelf en elders verschenen honderden adhesiebetuigingen aan Frysk en Frij. Op initiatief van zanger-troubadour Piter Wilkens werd een benefietmanifestatie in de Prinsentuin te Leeuwarden georganiseerd die tweeduizend bezoekers trok. De zanger Ernst Langhout lanceerde een protest-cd, schaatskampioen Ids Postma nam het eerste exemplaar in ontvangst.

### Comité van Aanbeveling
Er werd een Komitee fan Oanbefelling Frysk en Frij (1996-'97) ingezet, met als leden Dieuwke de Graaff-Nauta (CDA, voorzitter, staatssecretaris Binnenlandse Zaken), Egbert Steenbeek (VVD, secretaris, secr. Kamer van Koophandel in Friesland), John te Loo (PvdA, burgemeester van Leeuwarden) en Gerrit Ybema (D'66, lid Tweede Kamer). Het doel was de provinciale politiek ertoe te bewegen Frysk en Frij voortaan weer te subsidiëren.
Maar de provincie hield vast aan het oordeel van de toenmalige verantwoordelijk gedeputeerde Bertus Mulder (PvdA), opvolger van Liemburg, dat het blad te weinig actieradius had met een oplage van 3.300 exemplaren. Financiële steun zou volgens Mulder beter besteed zijn aan regionale bladen. Hiermee werd afstand genomen van het eerder gebruikte kwalitatieve argument dat Frysk en Frij een journalistiek ondermaats product leverde en ingezet op kwantiteit. Daarbij werd gedacht aan een Friestalig huis-aan-huisblad dat op provinciaal grote schaal verbreid zou kunnen worden ten dienste van de Friese 'taalbevordering'. Na deels interne discussie werd het een wekelijkse krantenpagina in de twee provinciale dagbladen, gevuld met wetenswaardigheden en actualiteiten. De provincie Friesland betaalde drie jaar lang deze wekelijkse Friestalige pagina als advertentie in het Friesch Dagblad, de Leeuwarder Courant en een huis-aan-huisblad. Daarmee hield zij op toen er na drie jaar geconstateerd moest worden dat er geen positief effect op het taalgebruik uit voortvloeide.

### Einde tijdschrift
Frysk en Frij werd zonder provinciale steun voortgezet, met ingang van 1994 als maandelijks tijdschrift. In 1995 zag een jubileumnummer naar aanleiding van het 50-jarig bestaan als legaal blad het licht. Abonnees, adverteerders, bestuur en redactie hoopten vergeefs op een ommekeer in de provinciale politiek. In december 1997 rolde het laatste fullcolournummer van de pers. De redactie kon zonder provinciale steun geen optimale kwaliteit meer garanderen.

### Voortzetting uitgeverij Frysk en Frij
Uitgeverij Frysk en Frij werd onder dezelfde stichting en bestuur voortgezet.

## Externe bronnen
- Eigen website